# Alera furcata
Alera furcata är en fjärilsart som beskrevs av Paul Mabille 1891. Alera furcata ingår i släktet Alera och familjen tjockhuvuden. Inga underarter finns listade i Catalogue of Life.